# Liste von Persönlichkeiten der Kommunistischen Partei Chinas
Dies ist eine Liste von Persönlichkeiten der Kommunistischen Partei Chinas (Abk. KPCh). Ihr Schwerpunkt liegt auf Persönlichkeiten, die in der Volksrepublik China als Vorbilder gelten, d. h. einen erzieherischen Vorbildcharakter für Soldaten, Arbeiter, Jugendliche und Kinder haben sollen. Das Spektrum ist dabei sehr breit gefächert: es reicht vom ehemaligen Vorsitzenden der Kommunistischen Partei Chinas Mao Zedong (1893–1976) über den Soldaten der chinesischen Volksbefreiungsarmee Lei Feng (1940–1962) bis zum Modellarbeiter, wie dem Pekinger Fäkaliensammler Shi Chuanxiang (1915–1975). Viele der in den einschlägigen Werken aufgeführten Personen starben jung, manche gelten als revolutionäre Märtyrer. Mehrere der aufgeführten Personen wurden auf Briefmarken der Volksrepublik China geehrt, mit ihnen verbundene Stätten (Amtssitze, Wohnsitze, Gräber usw.) stehen auf der Liste der nationalen Denkmäler der Volksrepublik China sowie auf den Denkmalslisten der Provinzebene.

## A
- Rewi Alley (1897–1987), chinesischer Name: 路易•艾黎,  Lùyì Àilí, kommunistischer Aktivist neuseeländischer Herkunft
- An Yemin 安业民 (1938–1958) Modellarbeiter, Held des Bombardements von Kinmen

## B
- Norman Bethune (1890–1939), chinesischer Name: Bai Qiu’en 白求恩, kanadischer Arzt und Kommunist

## C
- Cai Hesen 蔡和森 (1895–1931) früher Führer der KPCh, Freund und Waffenkamerad Mao Zedongs
- Chen Boda 陈伯达 (1904–1989) langjähriger Privatsekretär Mao Zedongs
- Chen Duxiu 陈独秀 (1879–1942) Führer der Bewegung des 4. Mai; Gründungsmitglied und erster Generalsekretär der KPCh
- Chen Geng 陈赓 (1903–1961) kommunistischer Militärführer
- Chen Tanqiu 陈潭秋 (1896–1943) Gründungsmitglied der KPCh
- Chen Yi 陈毅 (1901–1972) früher Kommandant der Neuen Vierten Armee (Xīnsìjūn), Außenminister und Mitglied der Politbüros der KPCh
- Chen Yun 陈云 (1905–1995) früher Führer der KPCh; Wirtschaftsexperte

## D
- Deng Jiaxian 邓稼先 (1924–1986) Kernphysiker
- Deng Xiaoping 邓小平 (1904–1997) überragende Führungspersönlichkeit der Zeit nach Mao
- Deng Zhongxia 邓中夏 (1894–1933) frühes Mitglied der KPCh, marxistischer Intellektueller und Arbeiterführer
- Dong Biwu 董必武 (1886–1975) kommunistischer Vertreter der chinesischen UN-Delegation 1945; Staatspräsident der Volksrepublik China
- Dong Cunrui 董存瑞 (1929–1948) sprengte sich im Bürgerkrieg selbst in die Luft, wurde 1963 zur Heldenfigur der Volksbefreiungsarmee
- Du Fengduan 杜凤端 Held des Luftkriegs

## F
- Fang Zhimin 方志敏 (1899–1935) kommunistischer Militär und politischer Führer
- Fu Lianzhang / Nelson Fu 傅连暲 (1894–1968) Arzt

## G
- Gao Junyu 高君宇 (1896–1925) Gründungsmitglied der KPCh und Teilnehmer an der Bewegung des 4. Mai
- Gao Shiqi 高士其 (1905–1988) Wissenschaftler und populärer Wissenschaftsautor
- Guo Yonghuai 郭永怀 (1909–1968)  Experte im Bereich der Aerodynamik; Führer der Atom- und Wasserstoffbombenprojekte in China

## H
- He Long 贺龙 (1896–1969) Marschall der Volksbefreiungsarmee; prominenter Militärführer in der Frühzeit der kommunistische Bewegung
- He Shuheng 何叔衡 (1876–1935) Mitglied von Mao Zedongs Studiengesellschaft des Neuen Volkes (Xinmin xuehui)
- He Zizhen 贺子珍 (1909–1984) dritte Ehefrau Mao Zedongs
- Hu Jintao 胡锦涛 (1942- ) Generalsekretär des Zentralkomitees der KP Chinas 2002–2012
- Hu Qiaomu 胡乔木 (1912–1992) Sekretär Mao Zedongs 1942–1966
- Hu Qili 胡启立 (1929- ) Mitglied des Ständigen Ausschusses des Politbüros des Zentralkomitees der KP Chinas 1987–1989
- Hu Yaobang 胡耀邦 (1915–1989) Generalsekretär des Zentralkomitees der KP Chinas 1980–1987
- Hua Guofeng 华国锋 (1921–2008) Vorsitzender der Kommunistischen Partei Chinas 1976–1981
- Hua Luogeng 华罗庚 (1910–1985) Mathematiker
- Huang Jiguang 黄继光 (1931–1952) Held der Chinesischen Volksfreiwilligen im Koreakrieg
- Huang Kecheng 黄克诚 (1902–1986) bedeutender Militär

## J
- Jiang Qing 江青 (1914–1991) Mitglied des Politbüros des Zentralkomitees der KP Chinas 1969–1976, vierte Ehefrau Mao Zedongs
- Jiang Zemin 江泽民 (1926–2022) Generalsekretär des Zentralkomitees der KP Chinas 1989–2002
- Jiang Zhuying 蒋筑英 (1938–1982) Physiker im Bereich der Optik
- Jiang Zhuyun 江竹筠 (1920–1949) Märtyrerin
- Jiao Yulu 焦裕禄 (1922–1964) berühmter Parteikader

## K
- Kang Sheng 康生 (1898–1975) Mitglied des Ständigen Ausschusses des Politbüros des Zentralkomitees der KP Chinas 1966–1975
- Kong Fansen 孔繁森 (1944–1994), direkter Nachfahre von Kong Fuzi in 74. Generation, Stellvertretender Bürgermeister von Lhasa 1988–1992, Sekretär des Parteikomitees der KP Chinas im Regierungsbezirk Ngari 1992–1994
- Dwarkanath Kotnis (1910–1942), indischer Arzt, chinesischer Name: Ke Dihua 柯棣华

## L
- Lei Feng 雷锋 (1940–1962) junger Soldat, der 1963 zum Vorbild für Selbstaufopferung erklärt wurde
- Li Bai 李白 (1910–1949) Kundschafter der KPCh
- Li Da 李达 (1890–1966) Gründungsmitglied der KPCh; marxistischer Philosoph
- Li Dazhao 李大钊 (1889–1927) Gründungsmitglied der KPCh; marxistischer Theoretiker
- Li Gong 李贡 (1929–1959) „roter Arzt“ im Autonomen Bezirk Gannan der Tibeter
- Li Kenong 李克农 (1899–1962) bedeutender Militär
- Li Lisan 李立三 (1899–1967) früher Arbeiterführer der KPCh
- Li Siguang 李四光 (1889–1971) Geologe, Mitglied des Zentralkomitees der KPCh 1969–1971
- Lin Biao 林彪 (1907–1971) Stellvertretender Vorsitzender der KPCh 1958–1971, Verteidigungsminister der VR China 1959–1971
- Liu Bocheng 刘伯承 (1892–1986) General, bekannt für seine Expertise in beweglicher Kriegsführung; einer der Zehn großen Marschälle der Volksbefreiungsarmee
- Liu Bojian 刘伯坚 (1895–1935) Revolutionär
- Liu Hulan 刘胡兰 (1932–1947) junge Heldin
- Liu Shaoqi 刘少奇 (1898–1969) früher Arbeiterführer; Theoretiker und Fachmann für Parteiorganisation, Stellvertretender Vorsitzender der KPCh 1956–1966, Staatspräsident der VR China 1959–1968
- Liu Yingjun 刘英俊 (1945–1966) Soldat
- Liu Zhidan 刘志丹 (1903–1936) Militärstratege in Nord-Shaanxi
- Long Junjue 龙均爵 (1932–1958) Angehöriger der Dong, Märtyrer
- Luo Chengjiao 罗盛教 (1931–1952) Held der Chinesischen Volksfreiwilligen im Koreakrieg
- Luo Jianfu 罗健夫 Wissenschaftler
- Luo Ronghuan 罗荣桓 (1902–1963) General, einer der Zehn großen Marschälle der Volksbefreiungsarmee

## M
- Mao Anying 毛岸英 (1922–1950) der älteste Sohn von Mao Zedong und Yang Kaihui, starb bei einem amerikanischen Luftangriff im Koreakrieg
- Mao Zedong 毛泽东 (1893–1976) Vorsitzender der KPCh und Gründer der Volksrepublik China
- Mao Zemin 毛泽民 (1896–1943) jüngerer Bruder Mao Zedongs
- Mao Zetan 毛泽覃 (1905–1935) jüngerer Bruder Mao Zedongs

## N
- Nie Er 聂耳 (1912–1935)   Komponist; schrieb die Musik für den “Marsch der Freiwilligen”, der später die Nationalhymne der Volksrepublik China wurde
- Nie Rongzhen 聂荣臻 (1899–1992) kommunistischer Militärführer; einer der Zehn großen Marschälle der Volksbefreiungsarmee

## O
- Ouyang Hai 欧阳海 (1940–1963) Soldat

## P
- Peng Dehuai 彭德怀 (1898–1974) herausragender kommunistischer Militärführer; einer der Zehn großen Marschälle der Volksbefreiungsarmee
- Peng Pai 彭湃 (1896–1929)  Gründer des kurzlebigen Sowjets in Guangdong im Jahr 1927

## Q
- Qian Sanqiang 钱三强 (1913–1992) Kernphysiker
- Qian Xingcun (1900–1977), Literaturwissenschaftler
- Qian Zhuangfei 钱壮飞 (1895–1935) Filmschauspieler
- Qiu Shaoyun 邱少云 (1931–1952) Held der Chinesischen Volksfreiwilligen im Koreakrieg
- Qu Qiubai 瞿秋白 (1899–1935) früher Führer der KPCh; politischer Theoretiker; Schriftreformer

## R
- Ren Bishi 任弼时 (1904–1950) enger Verbündeter Mao Zedongs

## S
- Shi Chuanxiang 时传祥 (1915–1975) Modellarbeiter, sammelte Fäkalien für den sozialistischen Aufbau
- Su Manji 苏满基 (1940–1960) Polizist
- Su Yu 粟裕 (1907–1984) Militärstratege

## T
- Tian Jiaying 田家英 (1922–1966) Historiker, Sekretär Mao Zedongs

## U
- Ulanhu 乌兰夫 (1906–1988), mongolischer Kommunist, Stellvertretender Staatspräsident 1983–1988

## W
- Wang Dongxing 汪东兴 (1916–2015) Mitglied des Ständigen Ausschusses des Politbüros des Zentralkomitees der KP Chinas und Stellvertretender Vorsitzender der KPCh 1977–1980
- Wang Hongwen 王洪文 (1935–1992) Stellvertretender Vorsitzender der KP Chinas 1973–1976
- Wang Jiaxiang 王稼祥 (1906–1974) früher Führer der KPCh; Mitglied der Gruppe der 28 Bolschewiken
- Wang Jie 王杰 (1942–1965) revolutionärer Märtyrer
- Wang Jinxi 王进喜 (1923–1970) Erdöl-Arbeiter
- Wang Ming 王明 (1904–1974) Mitglied des Ständigen Ausschusses des Politbüros des Zentralkomitees der KP Chinas 1928–1945; Amtierender Generalsekretär des Zentralkomitees der KP Chinas 1928–1934; Mitglied der Gruppe der 28 Bolschewiken
- Wu Yunduo 吴运铎 (1917–1991) Funktionär

## X
- Xia Minghan 夏明翰 (1900–1928) revolutionärer Märtyrer und Pionier der KPCh
- Xian Xinghai 冼星海 (1905–1945), Komponist, schrieb die Kantate „Der Gelbe Fluss“ (auf Gedichte von Guang Weiran)
- Xiang Jingyu 向警予 (1895–1928) eines der frühen weiblichen Mitglieder der KPCh, Pionierin der Frauenbewegung in China
- Xiang Xiuli 向秀丽 (1933–1958) Arbeiterin
- Xie Chen 谢臣 (1940–1963) Soldat
- Xiong Jinding 熊瑾玎 (1886–1973) Parteifunktionär
- Xu Haidong 徐海东 (1900–1970) bedeutender Militär
- Xu Teli 徐特立 (1877–1968) frühes Mitglied der KPCh, Pädagoge und Revolutionär
- Xu Xiangqian 徐向前 (1901–1990) kommunistischer Militärkommandant; einer der Zehn großen Marschälle der Volksbefreiungsarmee

## Y
- Yan Libin 严力宾 (1957–1989)
- Yang Gensi 杨根思 (1922–1950) Held der Chinesischen Volksfreiwilligen im Koreakrieg
- Yang Jingyu 杨靖宇 (1905–1940) Militär; Befehlshaber der Neuen Ersten Armee
- Yang Kaihui 杨开慧 (1901–1930) frühes Mitglied der KPCh; zweite Ehefrau Mao Zedongs
- Yang Liandi 杨连第 (1919–1952) Held im Koreakrieg
- Yao Wenyuan 姚文元 (1931–2005) Mitglied des Politbüros des Zentralkomitees der KP Chinas 1969–1976
- Ye Jianying 叶剑英 (1898–1985) kommunistischer General; einer der Zehn großen Marschälle der Volksbefreiungsarmee
- Ye Ting 叶挺 (1897–1946) kommunistischer Militärkommandant; führt die Neue Vierte Armee (Xīnsìjūn) an
- Yuan Longping 袁隆平 (1930–2021) „Vater des Hybridreises“

## Z
- Zhang Binggui 张秉贵 (1918–1987) Angestellter des Peking Wangfujing Department Store
- Zhang Chunqiao 张春桥 (1917–2005) Mitglied des Ständigen Ausschusses des Politbüros des Zentralkomitees der KP Chinas 1973–1976
- Zhang Haidi 张海迪 (1955-) chinesische Autorin und Sportfunktionärin, seit frühester Kindheit querschnittsgelähmt
- Zhang Hua 张华 (1963-) kommunistische Aktivistin der Li
- Zhang Qinqiu 张琴秋 (1904–1968) Frau von Shen Zemin, heiratete später Chen Changhao und wurde die einzige Kommandantin einer Division der Roten Armee
- Zhang Tailei 张太雷 (1898–1927) Führer des Guangzhou-Aufstands (1927)
- Zhang Wentian 张闻天 (1900–1976) wichtiger Ideologe der KpCh in den 1930er Jahren; Generalsekretär der KPCh von 1935 bis 1939
- Zhang Zixiang 张子祥 (1960-) Militär
- Zhao Chun’e 赵春娥 (1935) Arbeiterin
- Zhao Mengtao 赵梦桃 (1935–1963) Modellarbeiterin einer Textilfabrik
- Zhao Shiyan 赵世炎 (1901–1927) Gründungsmitglied der KPCh und Revolutionär
- Zhao Yiman 赵一曼 (1905–1936) Widerstandskämpferin gegen japanische Truppen
- Zhao Ziyang 赵紫阳 (1919–2005) Generalsekretär des Zentralkomitees der KP Chinas 1987–1989
- Zhou Enlai 周恩来 (1898–1976) erster Premierminister der Volksrepublik China
- Zhou Wenwei 周文维 kommunistischer Märtyrer
- Zhu De 朱德 (1886–1976) Gründer der Roten Armee und führender General
- Zhu Kezhen / Coching Chu 竺可桢 (1890–1974) Meteorologe, ehemaliger Präsident der Zhejiang-Universität
- Zuo Quan 左权 (1905–1942) höchster General der 8. Marscharmee